# Claudia Hürtgen
Claudia Hürtgen, född den 10 september 1971 i Aachen, är en tysk racerförare.